# Divisiones Regionales de la Región de Murcia 1999-00
Las divisiones regionales de fútbol son las categorías de competición futbolística de más bajo nivel en España en las que participan únicamente deportistas no profesionales (amateurs). En la Región de Murcia su administración corre a cargo de la Federación de Fútbol de la Región de Murcia. Inmediatamente por encima de estas categorías estaba la Tercera División española.
En la temporada 1999-2000 la Territorial Preferente constituyó el quinto nivel de competición futbolística en la Región de Murcia siendo la única y más baja categoría del fútbol regional. La acumulación de equipos obligó a crear dos grupos, ampliándose las divisiones regionales para la próxima temporada, restaurando la categoría de Primera Territorial. 
Los cuatro primeros clasificados de la fase de ascenso ascendieron directamente al Grupo XIII de Tercera División. Por su parte los cuatro últimos clasificados de la fase de permanencia descendieron a Primera Territorial

## Territorial Preferente

### Clasificación Subgrupo I
|  |     | Equipos de fútbol        | PJ | G  | E | P  | GF | GC | Dif | Pts |
|  | --- | ------------------------ | -- | -- | - | -- | -- | -- | --- | --- |
|  | 1.  | Mazarrón CF              | 21 | 15 | 2 | 4  | 55 | 28 | +27 | 47  |
|  | 2.  | Lorca CF "B"             | 21 | 14 | 3 | 4  | 39 | 16 | +23 | 45  |
|  | 3.  | CD Balsicas              | 21 | 13 | 5 | 3  | 61 | 23 | +38 | 44  |
|  | 4.  | Pinatar CF-EMF           | 21 | 12 | 3 | 6  | 39 | 27 | +12 | 39  |
|  | 5.  | AD La Manga              | 21 | 11 | 2 | 8  | 43 | 37 | +6  | 35  |
|  | 6.  | Deportiva Minera         | 21 | 11 | 2 | 8  | 39 | 42 | -3  | 35  |
|  | 7.  | CD Zeneta                | 21 | 7  | 4 | 10 | 37 | 47 | -10 | 25  |
|  | 8.  | Algezares Deportivo      | 21 | 7  | 1 | 13 | 34 | 37 | -3  | 22  |
|  | 9.  | Águilas CF "B"           | 21 | 5  | 5 | 11 | 25 | 39 | -14 | 20  |
|  | 10. | UD Paretón               | 21 | 6  | 1 | 14 | 23 | 41 | -18 | 19  |
|  | 11. | Sucina CF                | 21 | 3  | 2 | 16 | 22 | 67 | -45 | 11  |
|  | 12. | Club Imperial de Murcia* | 11 | 0  | 4 | 7  | 11 | 24 | -13 | 2   |

* Club Imperial de Murcia: Dos puntos menos por sanción federativa.
PJ = Partidos Jugados; G = Partidos Ganados; E = Partidos Empatados; P = Partidos Perdidos; GF = Goles Anotados; GC = Goles Recibidos; Dif = Diferencia de gol; Pts = Puntos
|  | Disputa la Fase de Ascenso |

### Clasificación Subgrupo II
|  |     | Equipos de fútbol                             | PJ | G  | E | P  | GF | GC | Dif | Pts |
|  | --- | --------------------------------------------- | -- | -- | - | -- | -- | -- | --- | --- |
|  | 1.  | CF Ciudad de Murcia                           | 20 | 14 | 2 | 4  | 55 | 17 | +38 | 44  |
|  | 2.  | CF Santomera                                  | 20 | 13 | 3 | 4  | 49 | 15 | +34 | 42  |
|  | 3.  | Universidad Católica San Antonio de Murcia CF | 20 | 13 | 2 | 5  | 51 | 20 | +31 | 41  |
|  | 4.  | Ranero CF                                     | 20 | 11 | 3 | 6  | 31 | 23 | +8  | 36  |
|  | 5.  | Yeclano CF "B"                                | 20 | 10 | 5 | 5  | 33 | 24 | +9  | 35  |
|  | 6.  | Blanca CF                                     | 20 | 11 | 2 | 7  | 38 | 22 | +16 | 35  |
|  | 7.  | CD Sangonera                                  | 20 | 6  | 5 | 9  | 29 | 31 | -2  | 23  |
|  | 8.  | Atlético Abarán                               | 20 | 4  | 8 | 8  | 24 | 32 | -8  | 20  |
|  | 9.  | Edeco Fortuna                                 | 20 | 5  | 3 | 12 | 16 | 36 | -20 | 18  |
|  | 10. | Calasparra FC                                 | 20 | 4  | 5 | 11 | 24 | 48 | -24 | 17  |
|  | 11. | Atlético Barqueros                            | 20 | 0  | 0 | 20 | 14 | 96 | -82 | 0   |

PJ = Partidos Jugados; G = Partidos Ganados; E = Partidos Empatados; P = Partidos Perdidos; GF = Goles Anotados; GC = Goles Recibidos; Dif = Diferencia de gol; Pts = Puntos
|  | Disputa la Fase de Ascenso |

## Subgrupo de ascenso
Los equipos clasificados para la fase de ascenso disputan sus partidos contra los equipos del otro grupo. Se acumulan los resultados de la primera fase. Los cuatro primeros ascienden a Tercera División.
|  |     | Equipos de fútbol                             | PJ | G  | E | P  | GF | GC | Dif | Pts |
|  | --- | --------------------------------------------- | -- | -- | - | -- | -- | -- | --- | --- |
|  | 1.  | CF Ciudad de Murcia                           | 22 | 14 | 4 | 4  | 57 | 24 | +33 | 46  |
|  | 2.  | CF Santomera                                  | 22 | 13 | 4 | 5  | 38 | 17 | +21 | 43  |
|  | 3.  | Universidad Católica San Antonio de Murcia CF | 22 | 12 | 4 | 6  | 35 | 20 | +15 | 40  |
|  | 4.  | Pinatar CF                                    | 22 | 11 | 4 | 7  | 39 | 31 | +8  | 37  |
|  | 5.  | Blanca CF                                     | 22 | 11 | 1 | 10 | 32 | 31 | +1  | 34  |
|  | 6.  | Mazarrón CF                                   | 22 | 9  | 5 | 8  | 41 | 40 | +1  | 32  |
|  | 7.  | CD Balsicas                                   | 22 | 8  | 6 | 8  | 48 | 33 | +15 | 30  |
|  | 8.  | Ranero CF                                     | 22 | 8  | 4 | 10 | 28 | 38 | -10 | 28  |
|  | 9.  | Yeclano CF "B"                                | 22 | 7  | 6 | 9  | 27 | 38 | -11 | 27  |
|  | 10. | AD La Manga                                   | 22 | 5  | 5 | 12 | 30 | 41 | -11 | 20  |
|  | 11. | Lorca CF "B"                                  | 22 | 5  | 5 | 12 | 21 | 33 | -12 | 20  |
|  | 12. | Deportiva Minera                              | 22 | 4  | 2 | 16 | 21 | 71 | -50 | 14  |

Pts = Puntos; PJ = Partidos Jugados; G = Partidos Ganados; E = Partidos Empatados; P = Partidos Perdidos; GF = Goles Anotados; GC = Goles Recibidos; Dif = Diferencia de gol
|  | Asciende a Tercera División |

## Subgrupo de permanencia
Los equipos clasificados para la fase de permanencia disputan sus partidos contra los equipos del otro grupo. Se acumulan los resultados de la primera fase.
|  |     | Equipos de fútbol   | PJ | Pts | G | E  | P  | GF | GC  | Dif |
|  | --- | ------------------- | -- | --- | - | -- | -- | -- | --- | --- |
|  | 1.  | Algezares Deportivo | 16 | 10  | 2 | 4  | 42 | 25 | +32 | 32  |
|  | 2.  | Atlético Abarán     | 16 | 9   | 4 | 3  | 37 | 18 | +19 | 31  |
|  | 3.  | Águilas CF "B"      | 16 | 8   | 6 | 2  | 28 | 15 | +13 | 30  |
|  | 4.  | CD Sangonera        | 16 | 7   | 6 | 3  | 34 | 23 | +11 | 27  |
|  | 5.  | Calasparra FC       | 16 | 8   | 2 | 6  | 28 | 23 | +5  | 26  |
|  | 6.  | CD Zeneta           | 16 | 7   | 3 | 6  | 38 | 24 | +14 | 24  |
|  | 7.  | UD Paretón          | 16 | 5   | 1 | 10 | 29 | 37 | -8  | 16  |
|  | 8.  | Sucina CF           | 16 | 5   | 1 | 10 | 20 | 41 | -21 | 16  |
|  | 9.  | Atlético Barqueros  | 16 | 0   | 1 | 15 | 20 | 69 | -49 | 1   |
|  | 10. | Edeco Fortuna       | 0  | 0   | 0 | 0  | 0  | 0  | 0   | 0   |

Pts = Puntos; PJ = Partidos Jugados; G = Partidos Ganados; E = Partidos Empatados; P = Partidos Perdidos; GF = Goles Anotados; GC = Goles Recibidos; Dif = Diferencia de gol
|  | Desciende a Primera Territorial |